# Aeródromo Pumalín
El Aeródromo Pumalín (OACI: SCUI) es un terminal aéreo ubicado en la localidad de Isla Llahuen (chile), frente a bahía Pumalin comuna de Chaitén, Provincia de Palena, Región de los Lagos, Chile. Este aeródromo es de carácter público.